# Vicentinópolis (Santo Antônio do Aracanguá)
Vicentinópolis é um distrito do município brasileiro de Santo Antônio do Aracanguá, no interior do estado de São Paulo. 

## História

### Formação administrativa
- Distrito policial de Macaúbas criado em 1927 no distrito de São Jerônimo (atual Planalto), município de Monte Aprazível[2].
- Teve o nome alterado para Vicentinópolis, sendo transferido para o distrito de Buritama, também no município de Monte Aprazível.
- Pelo Decreto nº 9.775 de 30/11/1938 foi transferido para o distrito de Major Prado, município de Araçatuba[3].
- Decreto nº 23.613 de 09/09/1954 - Cria a 2ª subdelegacia de polícia - Vicentinópolis - no distrito de Major Prado, município de Araçatuba[4].
- Pedido para criação do distrito através de processo que deu entrada na Assembléia Legislativa do Estado de São Paulo no ano de 1963, mas como não atendia os requisitos necessários exigidos por lei para tal finalidade o processo foi arquivado[5].

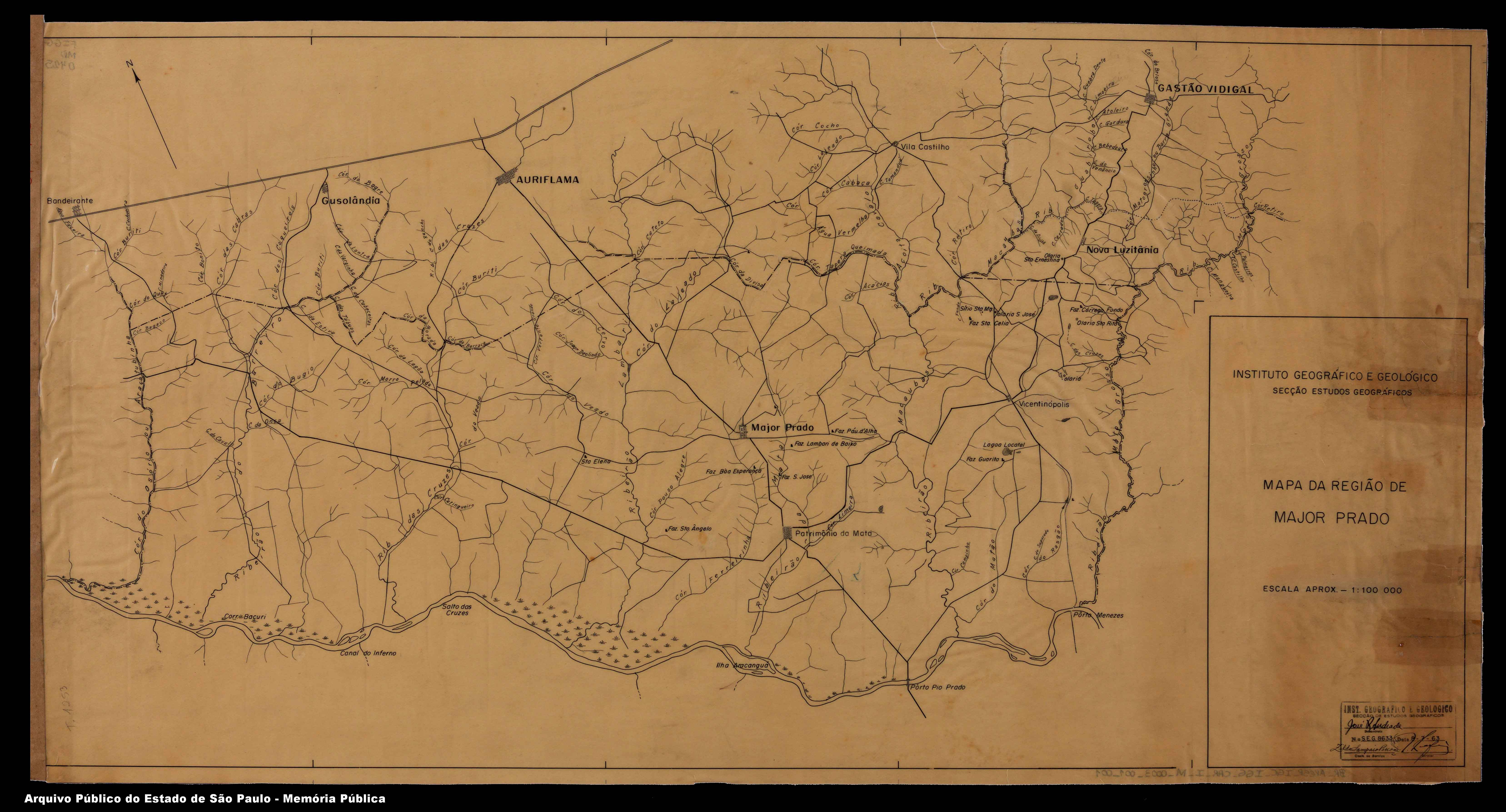
Mapa do distrito de Major Prado, incluindo Vicentinópolis (1963).

- Pela Lei n° 8.092 de 28/02/1964 passou a integrar o distrito de Santo Antônio do Aracanguá, município de Araçatuba[6].
- Pela Lei nº 7.664 de 30/12/1991 passa a integrar o novo município de Santo Antônio do Aracanguá[7].
- Lei Ordinária nº 91 de 19/04/1994 - Cria o distrito de Vicentinópolis[8].

### Pedido de emancipação
O distrito tentou a emancipação político-administrativa e ser elevado à município, através de processo que deu entrada na Assembléia Legislativa do Estado de São Paulo no ano de 1999, mas o processo encontra-se com a tramitação suspensa.

## Geografia

### Demografia

#### População urbana
| Crescimento população urbana | Crescimento população urbana | Crescimento população urbana | Crescimento população urbana |
| Censo                        | Pop.                         |                              | %±                           |
| ---------------------------- | ---------------------------- | ---------------------------- | ---------------------------- |
| 1991                         | 1 159                        |                              | —                            |
| 2000                         | 1 405                        |                              | 21,2%                        |
| 2010                         | 1 944                        |                              | 38,4%                        |
| Fonte: IBGE e Fundação SEADE |                              |                              |                              |

#### População total
Pelo Censo 2010 (IBGE) a população total do distrito era de 2 399 habitantes.

### Área territorial
A área territorial do distrito é de 274,171 km².

## Serviços públicos

### Registro civil
Feito na sede do município, pois o distrito não possui Cartório de Registro Civil das Pessoas Naturais.

### Saneamento
O serviço de abastecimento de água é feito pela Prefeitura Municipal de Santo Antonio do Aracanguá.

### Energia
A responsável pelo abastecimento de energia elétrica é a CPFL Paulista, distribuidora do grupo CPFL Energia.

### Telecomunicações
O distrito era atendido pela Telecomunicações de São Paulo (TELESP), que inaugurou a central telefônica utilizada até os dias atuais. Em 1998 esta empresa foi vendida para a Telefônica, que em 2012 adotou a marca Vivo para suas operações.

## Atividades econômicas

### Usina de açúcar e álcool
Próximo ao distrito está instalada uma usina de açúcar e álcool, a Unidade Aralco do Grupo Aralco, importante fonte de geração de emprego e renda. A usina foi fundada em 1978, sendo pioneira na produção de etanol carburante no noroeste do estado de São Paulo.
A partir de 1995 diversificou sua produção: além do etanol, passou a produzir 2.500 sacas de açúcar cristal por dia. A fábrica de açúcar foi ampliada em 1997, passando a ter uma produção quase 3 vezes maior.

## Religião
O Cristianismo se faz presente no distrito da seguinte forma:

### Igreja Católica
- A igreja faz parte da Diocese de Jales[21].

### Igrejas Evangélicas
- Congregação Cristã no Brasil[22].